# Polydektés
Polydektés (latinsky Polydectes) byl v řecké mytologii králem na ostrově Serifos. Hrál neslavnou roli v příběhu hrdiny Persea.
Když krásnou Danaé, dceru argejského krále Akrisia, svedl v podobě zlatého deště nejvyšší bůh Zeus, a to přes všechna ochranná opatření, a ona porodila syna Persea, její otec je oba nechal uvrhnout do truhlice a tu hodit do moře. Hlavním důvodem této krutosti bylo, že věštba předpovídala králi smrt z rukou vlastního vnuka. Bylo štěstí, že je ještě živé zachránil rybář Diktys, bratr serifského krále Polydekta.
Král je přijal vlídně a pohostinně, přijal Danaé – milenku Dia – i jejího syna a dal jim veškerou péči a Perseovi výchovu a vzdělání. Nadbíhal Danaé, usiloval o manželství, ale ona ho opakovaně odmítala. Pokoušel se jí svést násilím, ale Perseus ji ubránil.
Aby dostal Persea pryč, začal král zpochybňovat jeho božský původ, žádal důkazy a navrhl těžký, přímo nadlidský úkol: zabít Gorgonu Medúsu a jako důkaz přinést její hlavu. Perseus úkol přijal, vydal se na dlouhou cestu, našel Medúsu a s pomocí bohů i zázračných předmětů se mu podařilo useknout jí hlavu. S tou se vrátil na Serifos. Našel matku, ukrytou před útoky Polydekta v Diově chrámu, hlídanou ozbrojenci, aby nemohla uprchnout. Krále našel při bujném hodování, klidného v přesvědčení, že Perseus už není naživu. Překvapeně na něj hleděl, ale provokoval dál, že Perseus je lhář a s Medúsou se neutkal. Ať mu ukáže hlavu – a stalo se, Polydektés i jeho kumpáni se v ten okamžik proměnili v kámen.
Perseus osvobodil matku, vládu nad Serifem předal královu bratru Diktyovi a vrátil se do rodného Argu.